# Karl Friedrich Horn
Karl Friedrich Horn (Nordhausen, 13 aprile 1762 – Windsor, 5 agosto 1830) è stato un organista, compositore e musicologo tedesco.
Dopo un periodo a Londra al servizio della corte inglese tra il 1782 e il 1823, fu nominato organista presso la Saint George Chapel di Windsor. In quel periodo fu molto amico di Muzio Clementi.
Oltre ad aver scritto musica, curò la traduzione della biografia su Johann Sebastian Bach di Johann Nikolaus Forkel e un'edizione critica del Clavicembalo ben temperato. Scrisse un trattato di armonia e realizzò numerosi arrangiamenti per musica da camera di opere di Franz Joseph Haydn e di Wolfgang Amadeus Mozart.